# Boissiere
Boissiere es una localidad de Trinidad y Tobago, que forma parte de la región de Diego Martín.

## Geografía
La localidad abarca parte de la isla Trinidad y limita al norte con Maraval, al sur con Ellerslie Park y St. Clair (localidades pertenecientes a la ciudad de Puerto España), al este con Lady Chancellor (localidad perteneciente a la región de San Juan-Laventille), y al oeste con Fairways y Champ Elysees.

## Demografía
Datos demográficos de la localidad de Boissiere:
| Gráfica de evolución demográfica de Boissiere entre 2000 y 2011 |
|                                                                 |